# 本朝書籍目録
『本朝書籍目録』（ほんちょうしょじゃくもくろく）は、鎌倉時代後半に編纂された、和書を項目別に分類した、現存最古の図書目録である。「奥書」に「仁和寺宮本を以てこれを書す」とあるところから、仁和寺（御室寺）との関係が深いことが知られる。編者は確定されていないが、滋野井実冬（1243-1303年）説が有力である。493の書籍を20部門に分類しているが、各部門は以下の通りである。
神事、帝紀、公事、政要、氏族、地理、類聚、字類、詩家、雑抄、和歌、和漢、管弦、医書、陰陽、伝記、官位、雑々、雑抄、仮名（以上、群書類従本による）
今に伝わらない書名があり貴重な資料である。一方、「和歌」部には「勅撰以下別に目録有り」と記し、具体的な書名は記載されていない。歌論書も同様である。また、「仮名」部には物語、日記文学、説話集などの書名を挙げるが、『竹取物語』（『源氏物語』中では「竹取の翁」）、『宇津保物語』（同じく「うつほ」）、『土佐日記』、『更級日記』などが漏れている。さらに、上記からわかるように、仏教に関する書物の項目が立てられていない。

## 編者と成立について
初の包括的な考証たる『本朝書籍目録考証』（明治書院、1936年）を著した和田英松は、同考証のなかで、本目録は蓮華王院宝蔵の蔵書と関係があると論じた。また、所功は、12世紀末ごろの宮中の蔵書目録であった可能性を論じた。五味文彦は、編者を滋野井実冬として、実冬の家の蔵書を主とした目録であったと推測している。久保木秀夫は先行研究を整理したうえで、和田英松がすでに示唆した、本目録に中原氏が関わっている可能性を再検討している。研究は進展しているものの、近時の諸説も依然として決定的な説得力は欠いており、編者を確定することはできない。
「滋野井実冬」は、新訂増補国史大系「公卿補任 二」(289頁)に「弘安十一年（1288年）権大納言正二位 滋野井 藤大納言実冬」とあることからすると、彼が編者なら鎌倉時代後期といえる。また、「『神皇正統記』『職原抄』『増鏡』『太平記』『元亨釈書』等の如きもの」や後世最も読まれた『徒然草』など著名な書物が記載されていないことなどからも鎌倉時代末までの成立説が支持される。ただ、奥書の「この抄、入道大納言実冬卿（が）蜜々に（誰かから）借り賜ふ所の本なり」と読めることから、編者について全面的に支持されるものでもない。

## 伝本の系統
浜田久美子は奥書の状況・種別と、収録されている書物の動揺の観点から再整理を試みている。久保木秀夫は編著者その他の注記の有無の観点からの分類を検討している。